# Perognathus amplus
Perognathus amplus är en däggdjursart som beskrevs av Wilfred Hudson Osgood 1900. Perognathus amplus ingår i släktet fickspringmöss, och familjen påsmöss. Inga underarter finns listade i Catalogue of Life. Wilson & Reeder (2005) skiljer mellan fyra underarter.

## Utseende
Vuxna individerna är med svans 12,3 till 17 cm långa, svanslängden är 8 till 9,5 cm och vikten ligger mellan 17 och 21 g. Pälsens grundfärg är allmänt ockra med inslag av rosa men beroende på population förekommer flera avvikelser. Typiskt är ett ljusare område kring öronen. Undersidan är täckt av gulvit päls. Jämförd med den liknande arten Perognathus longimembris har Perognathus amplus ett större kranium i förhållande till andra kroppsdelar. Även andra detaljer av kraniet avviker.

## Utbredning
Arten förekommer med flera från varandra skilda populationer i Arizona (USA) och i angränsande regioner av Nevada, Kalifornien och nordvästra Mexiko (delstaten Sonora). Den lever i öknar och halvöknar med gräs och några buskar som växtlighet.

## Ekologi
Perognathus amplus är aktiv på natten och den äter främst frön. Dessutom äter arten några insekter och gröna växtdelar. I boet skapas ett större förråd med frön. Parningen sker mellan senvintern och tidiga sommaren och efter dräktigheten föder honan tre till fem ungar. Arten håller ingen vinterdvala men den stannar under kalla tider i boet och kan minska sin kroppstemperatur.

## Bevarandestatus
Under torra perioder kan lokala populationer minska tydlig men hela beståndet anses vara stabilt. Andra hot mot Perognathus amplus är inte kända. IUCN kategoriserar arten globalt som livskraftig.